# Viktor Lazlo
Viktor Lazlo, pseudoniem van Sonia Dronier (Lorient (Fr.), 7 oktober 1960) is een Frans-Belgische zangeres, actrice en romanschrijfster van Martinikaanse (vader) en Grenadaanse (moeder) afkomst.
Ze ging naar België om te studeren in Mol en Brussel. Daar werd ze ontdekt door Lou Deprijck, ook de ontdekker van Plastic Bertrand en zelf actief in Two Man Sound en Lou & the Hollywood Bananas. Ze ontleende haar artiestennaam aan het personage Victor László uit de film Casablanca. Ook was ze presentatrice van het Eurovisiesongfestival 1987 in Brussel.
Haar meest succesvolle hit was Breathless uit 1987, ook vertolkt tijdens de opening van het Eurovisiesongfestival. In Nederland was ze al enigszins bekend geraakt in 1984 toen Backdoor man, opgenomen voor de soundtrack À mort l'arbitre, de tipparade haalde.
In 2015 werkt ze mee aan een reclame van het Zweedse modeketen & Other Stories.
In oktober 2016 bracht Viktor Lazlo een nieuwe single uit, getiteld Promised Land. In februari 2017 werd de single Lola en Jim uitgebracht. Beide nummers staan op haar album Woman.
Op 21 oktober 2017 bracht Viktor Lazlo op de ARD (Duitse zender) met KLUBBB3 een remake van de song "Das erste Mal tat's noch weh", die in 1990 uitgebracht werd met Stefan Waggershausen.

## Discografie

### Albums
Haar albums werden meestal in een Engelstalige (internationale) en een Franstalige versie uitgebracht.
| Nr. | Jaar | Titel                                      | Opmerkingen                                                      |
| --- | ---- | ------------------------------------------ | ---------------------------------------------------------------- |
| 1   | 1985 | She Canoë Rose                             | Nr. 27 in Zwitserland, nr. 34 in Duitsland                       |
| 2   | 1987 | Viktor Lazlo                               | Nr. 16 in Oostenrijk, nr. 17 in Zwitserland, nr. 20 in Duitsland |
| 3   | 1989 | Hot and soul Club Desert                   | Nr. 22 in Zwitserland en Duitsland                               |
| 4   | 1991 | My delicious poisons Mes poisons délicieux |                                                                  |
| -   | 1993 | Sweet, soft and lazy - The Very Best Of    |                                                                  |
| 5   | 1996 | Back to Front Verso                        |                                                                  |
| 6   | 2002 | Loin de Paname                             | Nr. 67 in Frankrijk                                              |
| 7   | 2002 | Amour(s)                                   |                                                                  |
| -   | 2003 | Classic songs                              |                                                                  |
| 8   | 2004 | Saga                                       |                                                                  |
| -   | 2004 | Champagne and wine - The love collection   |                                                                  |
| 9   | 2007 | Begin The Biguine                          |                                                                  |
| 10  | 2012 | My Name is Billie Holiday                  |                                                                  |
| 11  | 2017 | Woman                                      |                                                                  |

### Singles
| Nr. | Jaar | Titel                                                        | Opmerkingen                                                    |
| --- | ---- | ------------------------------------------------------------ | -------------------------------------------------------------- |
| 1   | 1984 | Backdoor Man                                                 | Nederland : Tipparade                                          |
| 2   | 1985 | Canoë Rose                                                   |                                                                |
| 3   | 1985 | Last Call For An Angel                                       |                                                                |
| 4   | 1985 | Slow Motion                                                  |                                                                |
| 5   | 1986 | Pleurer des rivières                                         | Nr. 27 in Frankrijk                                            |
| 6   | 1986 | Sweet Soft & Lazy                                            |                                                                |
| 7   | 1987 | Breathless                                                   | Nr. 13 in België, nr. 27 in Nederland                          |
| 8   | 1987 | Take Me                                                      |                                                                |
| 9   | 1988 | You Are My Man                                               |                                                                |
| 10  | 1988 | Amour Puissance Six                                          |                                                                |
| 11  | 1989 | City Never Sleeps                                            |                                                                |
| 12  | 1989 | In The Midnight Sky                                          |                                                                |
| 13  | 1990 | Das Erste Mal Tat's Noch Weh (duet met Stefan Waggershausen) | Nr. 3 in Oostenrijk, nr. 5 in Duitsland, nr. 17 in Zwitserland |
| 14  | 1990 | Jesse (Douce et innocente) (duet met Stefan Waggershausen)   | Nr. 25 in Duitsland                                            |
| 15  | 1990 | Ansiedad                                                     | Nr. 56 in Duitsland                                            |
| 16  | 1991 | Baiser sacré (duet with Xavier Deluc)                        |                                                                |
| 17  | 1991 | Teach Me To Dance                                            |                                                                |
| 18  | 1991 | Love Insane                                                  |                                                                |
| 19  | 1991 | Balade De Lisa                                               |                                                                |
| 20  | 1993 | The Dream Is In Our Hands                                    |                                                                |
| 21  | 1993 | Vattene amore (duet with Amedeo Minghi)                      |                                                                |
| 22  | 1994 | Engel Wie Du (met Juliane Werding, Maggie Reilly)            | Nr. 34 in Nederland                                            |
| 23  | 1996 | My Love                                                      |                                                                |
| 24  | 1996 | Turn It All Around                                           |                                                                |
| 25  | 1998 | Besame Mucho (duet with Raul Paz)                            |                                                                |
| 26  | 1999 | Le message est pour toi (duet with Biagio Antonacci)         |                                                                |
| 27  | 2002 | The Sound Of Expectation                                     |                                                                |
| 28  | 2004 | Love To Love You Baby                                        |                                                                |
| 29  | 2005 | Total Disguise (duet met Serhat)                             | Nr. 11 in Griekenland                                          |
| 30  | 2007 | J'attends                                                    |                                                                |
| 31  | 2016 | Promised Land                                                | België: Nr. 34 in Ultratip                                     |
| 32  | 2017 | Lola & Jim                                                   |                                                                |

- Bibsys: 1592544500672
- Bibliothèque nationale de France: cb13931419h (data)
- Gemeinsame Normdatei: 134441036
- International Standard Name Identifier: 0000 0000 8136 0980
- Library of Congress Control Number: n2013004314
- MusicBrainz: 0ffeaad4-63ed-4191-8f75-3ea7038ec364
- Nationale Bibliotheek van Tsjechië: xx0124226
- Nederlandse Thesaurus van Auteursnamen: 073203300
- Réseau des bibliothèques de Suisse occidentale: 02-A005677826
- SNAC: w6jw91rf
- Système universitaire de documentation: 181075466
- Virtual International Authority File: 56799330
- WorldCat: E39PBJt4667dyVVDdv6wCFcgKd